# Anthony Cowan
Anthony DeWayne Cowan jr. (Bowie, 7 ottobre 1997) è un cestista statunitense.

## Carriera
Selezionato al Draft della NBA G League del 2021 dai Memphis Hustle, trascorre con la franchigia di Southaven la prima stagione professionistica. Il 17 settembre 2021 passa dall'Aris Salonicco; il 19 luglio 2022 si trasferisce al Promitheas, con cui firma un biennale, rimanendo così nel campionato greco.

## Statistiche

### College
| Anno      | Squadra            | PG  | PT  | MP   | TC%  | 3P%  | TL%  | RP  | AP  | PRP | SP  | PP   |
| --------- | ------------------ | --- | --- | ---- | ---- | ---- | ---- | --- | --- | --- | --- | ---- |
| 2016-2017 | Maryland Terrapins | 33  | 33  | 29,0 | 42,4 | 32,1 | 76,9 | 3,9 | 3,7 | 1,2 | 0,2 | 10,3 |
| 2017-2018 | Maryland Terrapins | 32  | 32  | 37,0 | 42,2 | 36,7 | 84,8 | 4,4 | 5,1 | 1,5 | 0,3 | 15,8 |
| 2018-2019 | Maryland Terrapins | 34  | 34  | 34,6 | 39,3 | 33,7 | 80,6 | 3,7 | 4,4 | 0,9 | 0,2 | 15,6 |
| 2019-2020 | Maryland Terrapins | 31  | 31  | 34,7 | 39,0 | 32,2 | 81,1 | 3,6 | 4,7 | 1,0 | 0,2 | 16,3 |
| Carriera  | Carriera           | 130 | 130 | 33,8 | 40,5 | 33,8 | 81,1 | 3,9 | 4,5 | 1,1 | 0,2 | 14,5 |

### Eurocup
| Anno      | Squadra    | PG | PT | MP   | TC%  | 3P%  | TL%  | RP  | AP  | PRP | SP  | PP   |
| --------- | ---------- | -- | -- | ---- | ---- | ---- | ---- | --- | --- | --- | --- | ---- |
| 2022-2023 | Promitheas | 20 | 17 | 25,9 | 41,8 | 41,4 | 84,5 | 1,8 | 5,0 | 1,2 | 0,0 | 12,2 |
| Carriera  | Carriera   | 20 | 17 | 25,9 | 41,8 | 41,4 | 84,5 | 1,8 | 5,0 | 1,2 | 0,0 | 12,2 |